# ポストモダニズム・ジェネレーター
ポストモダニズム・ジェネレーター（英: Postmodernism Generator）は、ポストモダニストの著作を模倣した記事を自動生成するコンピュータ・プログラム。再帰文法からランダムなテキストを生成するシステムのダダ・エンジン（英: Dada Engine）を使用している。1996年にモナシュ大学のAndrew C. Bulhakによって作成された。無料版がネット上に公開されている。
ポストモダン思想に対するある種の批判、皮肉である。リチャード・ドーキンスが著書で紹介している。

## 概要
再帰的遷移ネットワークによって定義される形式文法によって記事が生成される。ナシム・ニコラス・タレブは、彼の著書『まぐれ』（2001年）の中で、「モンテカルロ・ジェネレーター」について逆チューリング・テストの実例として語っている。逆チューリング・テスト（英: Reverse Turing test）とは、ある人が書いた文章が機械によって自動生成されたものと見分けがつかなかった場合、その文章を書いた人には知性がない（頭が悪い）と判断されるチューリング・テストの逆バージョンである。これは、生物学者のリチャード・ドーキンスが『ネイチャー』に掲載された論文『Postmodernism Disrobed』（1998年） の結論節で言及していたもので、彼の著書『悪魔に仕える牧師』（2004年）にも掲載された。